# ألفرد إيشر
ألفرد إيشر (الألمانية السويسرية الموحدة: Alfred Escher، و. 1819 – 1882 م) هو سياسي، ورائد أعمال، ومصرفي سويسري، ولد في زيورخ، توفي عن عمر يناهز 63 عاماً.

## مناصب
تولى منصب عضو المجلس الوطني السويسري (15 أكتوبر 1848–6 ديسمبر 1882)
- رئيس المجلس الوطني السويسري  [لغات أخرى]‏.

## التعليم
تعلم في جامعة زيورخ.

## روابط خارجية
- ألفرد إيشر على موقع الموسوعة البريطانية (الإنجليزية)